# Beata Lipska-Ziętkiewicz
Beata Stefania Lipska-Ziętkiewicz (do 2013 Lipska; ur. 4 września 1978) – polska profesor nauk medycznych i nauk o zdrowiu, specjalista onkologii dziecięcej i genetyki klinicznej, wykładowczyni Gdańskiego Uniwersytetu Medycznego.

## Życiorys
Absolwentka studiów medycznych na Akademii Medycznej w Gdańsku (2002). W 2008 obroniła tamże napisaną pod kierunkiem Janusza Limona pracę doktorską w specjalności onkologia dziecięca pt. Znaczenie wariantów polimorficznych genu NTRK1 w nerwiaku zarodkowym (neuroblastoma). Uzyskała tytuł specjalisty pediatrii (2009) oraz genetyki klinicznej (2014). W 2015 habilitowała się w specjalności genetyka kliniczna na podstawie dzieła Znaczenie badań genetycznych w indywidualizacji postępowania klinicznego w steroidoopornych zespołach nerczycowych u dzieci. W 2022 otrzymała tytuł profesora nauk medycznych i nauk o zdrowiu.
Jej zainteresowania kliniczne obejmują: diagnostykę różnicową zaburzeń genomowych (zespoły wad wrodzonych, dysmorfię, niepełnosprawność intelektualną); diagnostykę molekularną chorób nerek; genetyczne predyspozycje do nowotworów.
Od 2002 związana zawodowo z macierzystą uczelnią. Od 2011 na stanowisku adiunkta w Katedrze i Zakładzie Biologii i Genetyki Gdańskiego Uniwersytetu Medycznego. Kierownik Pracowni Genetyki Klinicznej. Wykładowczyni genetyki klinicznej, diagnostyki i leczenia zaburzeń genomowych. Odbyła szereg staży zagranicznych.
Członkini Komisji Kaszubskiej Polskiej Akademii Umiejętności oraz ERKNet (European Rare Kidney Disease Reference Network), Polskiego Towarzystwa Genetyki Człowieka (w tym członkini Zarządu Głównego),  Polskiego Towarzystwa Pediatrycznego.
Laureatka m.in.: nagrody Premiera za najlepszą rozprawę habilitacyjną (2015), nagrody Ministra Zdrowia za najlepiej zdany egzamin specjalizacyjny z zakresu genetyki klinicznej (2013), nagrody Polskiego Towarzystwa Genetycznego za najlepszą polską pracę naukową z zakresu genetyki człowieka (2009), Lauru Czerwonej Róży dla Najlepszego Studenta Wybrzeża (2002).